# Aghbalou N'Kerdous
Aghbalou N'Kerdous  (in arabo اغبالو انكردوس‎?) è un centro abitato e comune rurale del Marocco situato nella provincia di Errachidia, regione di Drâa-Tafilalet. Conta una popolazione di 10 313 abitanti (censimento 2014).